# Ángel Sola

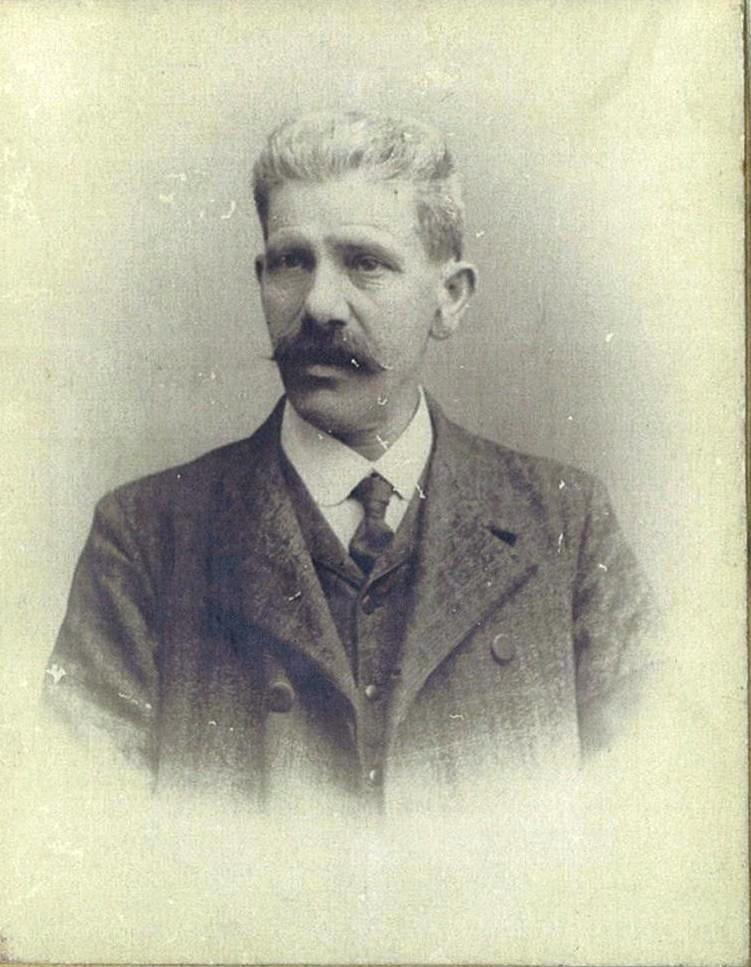
Ángel Sola, gran bandurrista de la jota aragonesa.

Ángel Sola Fuertes (Salillas de Jalón, 1859 - Morata de Jalón, 1910), es el gran bandurrista que junto a Santiago Lapuente recopiló e interpretó el más genuino cancionero de la Jota Aragonesa: la Recopilación Lapuente-Sola, transcrita para el piano por el maestro José María Alvira y cuya versión original constaba de 22 estilos diferentes, 38 variaciones de la jota y 127 cantares.

## Biografía
Ángel Sola, que fue secretario municipal de los ayuntamientos de Salillas de Jalón, Bárboles y Morata de Jalón, destacó muy pronto por sus aptitudes musicales, recibiendo una temprana formación musical en el órgano de la iglesia parroquial de San Martín de su pueblo natal, instrumento al que muy pronto llegó a interpretar; luego formó parte de las orquestas de cuerda de Zaragoza y terminó convirtiéndose en un elemento esencial en la evolución de la música de la Jota; tras su paso, la bandurria, instrumento al que por entonces negaban su idoneidad para acompañar a cantadores y bailadores, quedaría plenamente integrada en las rondallas tradicionales como un elemento ya inseparable. 
Sola fue quien primero dio noticia del llamado estilo Alagón, pero como bandurrista que era fue el creador y recopilador de gran número de variaciones que interpretaba como nadie, y que hoy después de más de un siglo siguen siendo las más repetidas y populares de Aragón. El maestro Tomás Bretón cuando lo escuchó le llamó el Sarasate de la Bandurria, y una prestigiosa enciclopedia le definía a comienzos del siglo XX como el fecundo inventor de variaciones.
En octubre de 1893 saltó a la popularidad al obtener el  primer premio del Certamen Oficial de Jota de Zaragoza, sección bandurristas, y un año después sería uno de los grandes protagonistas de la Fiesta a la Jota que se organizó en Madrid, allí, como cuenta el escritor y periodista Alfonso Zapater, fue donde el bandurrista Sola dio a conocer 22 tonadas diferentes de la Jota Aragonesa acompañado por el guitarrista Lapuente; fue precisamente el éxito extraordinario alcanzado por esta fiesta, el que motivó que los estilos y variaciones allí interpretados fuesen publicados en un cancionero.
Sola elevó la Jota Aragonesa a los más grandes escenarios nacionales, actuando en numerosas ocasiones ante la Familia Real española y ante otras personalidades del Estado. 
Con su bandurria, interpretó la jota al lado de los más grandes cantadores de su época, no sólo con Santiago Lapuente, sino también con el Niño Moreno, Juanito Pardo, Blas Mora, Ignacio Valenzuela o Inocencia Sebastián, y sin olvidar a la gran actriz María Guerrero o a la mezzosoprano Fidela Gardeta con quienes también compartió escenarios;  a finales del siglo XIX ya se había convertido en un auténtico referente para la Jota Aragonesa. 
Actualmente Sola es considerado como el más grande bandurrista de la Jota de todos los tiempos y, junto a Santiago Lapuente, como uno de los padres de la Jota Aragonesa tal y como hoy la conocemos.